# Венера в мехах (фильм Хесуса Франко, 1969)
«Венера в мехах» (итал. Paroxismus; нем. Schwarzer Engel) — итало-немецкий эротический триллер режиссёра Хесуса Франко. Название фильма является отсылкой к роману Леопольда фон Захер-Мазоха 1870 года «Венера в мехах», с которым у него сходство лишь в имени героини, одержимости ею главного героя и теме садомазохизма. Изначально Франко хотел назвать фильм «Чёрный ангел», однако дистрибьюторы из-за финансовых соображений изменили название и концовку.

## Сюжет
Джимми Логан (Джеймс Даррен) — джазовый трубач, играющий на частных вечеринках, выходит утром из своего прибрежного дома в Стамбуле и отрывает из песка свою трубу. Вдали он замечает прибитое волнами тело, он вытаскивает его на сушу и видит что это труп молодой девушки с ранами от ножа, в которую он влюбился с первого взгляда «неделю, месяц, а может и год назад». С этого момента Джимми вспоминает роковые события, приведшие к её гибели.
Играя на частной вечеринке у миллионера и плейбоя Ахмеда Кортобави (Клаус Кински), он видит появление прекрасной блондинки Ванды Рид (Мария Ром), окутанной в меха. Джимми перестаёт играть и смотрит на неё, пока Ванду встречает Ахмед и уводит её в другую комнату. В тёмной комнате они целуются, но зажигается свет и в комнате появляются друзья Ахмеда — торговец произведениями искусства Персиваль Кэпп (Деннис Прайс) и гламурный фотограф Ольга (Маргарет Ли). Ахмед отталкивает Ванду, Ольга срывает с неё одежду и начинает хлестать плетью, после чего троица убивают девушку. Джимми, следовавший за ней, видит жестокие игры богачей, но из трусости убегает из дома и покидает Стамбул.
Часто переезжая, Джимми останавливается в Рио-де-Жанейро, где заводит роман с певицей Ритой (Барбара Макнейр) и со временем с её помощью, снова берётся в музыку. Играя на частной вечеринке человека по фамилии Германн (Пол Мюллер) он снова замечает Ванду, одетую в те же меха что и в Стамбуле. Ванда смотрит прямо на Джимми и уходит, потеряв дар речи он следует за ней через сад пребывая будто во сне. В дверях дома он догоняет Ванду и они занимаются любовью.
Той же ночью, Кэпп, играющий на фортепиано у себя дома, слышит шаги и в дверях видит Ванду, в мехах но с другой причёской. Он наливает бренди и движется к ней, но как только он подходит, девушка исчезает и появляется в другом месте. Кэпп ложится на кровать и умирает от сердечного приступа. С этого начинается месть Ванды своим убийцам.

## В ролях
| Актёр             | Роль                                   |
| ----------------- | -------------------------------------- |
| Джеймс Даррен     | Джимми Логан                           |
| Барбара Макнейр   | Рита                                   |
| Мария Ром         | Ванда Рид                              |
| Клаус Кински      | Ахмед Кортобави                        |
| Деннис Прайс      | Персиваль Кэпп                         |
| Маргарет Ли       | Ольга                                  |
| Адольфо Ластретти | инспектор Каплан                       |
| Хесус Франко      | джазовый музыкант (не указан в титрах) |
| Манфред Манн      | джазовый музыкант (не указан в титрах) |

## Интересные факты
- На роль Ахмеда изначально рассматривался Россано Брацци, в итоге его заменил известный немецкий актёр Клаус Кински.
- Хесусу Франко настолько понравился профессионализм Денниса Прайса при съёмках фильма, что он продолжил работу с ним в будущем.
- Согласно заявлению Франко, Джеймс Даррен во время съёмок фильма влюбился в Марию Ром. Однако, неизвестно завязался ли у них роман.
- Роль клавишника в джаз-группе сыграл Манфред Манн, основатель одноимённой британской рок-группы. Другого участника группы сыграл сам Хесус Франко.